# Ron Cockerill
Ronald Cockerill (28 tháng 2 năm 1935 – 4 tháng 11 năm 2010) là một cầu thủ bóng đá, sinh ra ở Sheffield, thi đấu ở Football League ở vị trí hậu vệ cho Huddersfield Town và Grimsby Town.
Các con trai, Glenn và John đều là những cầu thủ bóng đá chuyên nghiệp.
Cockerill mất ngày 3 tháng 11 năm 2010.